# Papilio isidorus
Espèce
Papilio isidorus est une espèce de lépidoptères (papillons) de la famille des Papilionidae. Cette espèce est présente en Amérique centrale et dans les Andes. 

## Description
L'envergure est comprise entre 9 et 10 cm,. Le dimorphisme sexuel est faible. À l'avers les ailes antérieures sont brun foncé, presque noires, et portent une macule blanche diffuse plus ou moins marquée. Les ailes postérieures sont plus foncées et ont de petites queues pointues. Elles portent une macule rose plus ou moins étendue et divisée par des veines noires, ainsi qu'une petite macule rose dans l'angle anal. 
Au revers les ailes sont plus claires, la macule blanche des ailes antérieures est plus marquée, la macule rose des ailes postérieures est plus claire et est accompagnée de plusieurs petites macules rose submarginales.
Le corps est marron foncé et porte des macules rose sur le pronotum et sur les côtés du thorax.

## Écologie
La femelle pond ses œufs sur des plantes des genres Citrus et Zanthoxylum. Les chenilles se nourrissent des feuilles de la plante hôte et passent par cinq stades. Comme les autres espèces de Papilionides les chenilles portent derrière la tête un osmeterium, organe fourchu qui émet une substance qui repousse les prédateurs. Arrivée à maturité la chenille se change en chrysalide sur une branche. La chrysalide est maintenue à la verticale par une ceinture de soie.

## Habitat et répartition
L'espèce est présente au Costa Rica, au Panama, en Colombie, en Équateur, en Bolivie et au Pérou.

## Systématique
L'espèce Papilio isidorus a été décrite pour la première fois en 1846 par l'entomologiste Edward Doubleday dans la revue Annals and magazine of natural history. Elle appartient au sous-genre Heraclides, composé de 33 espèces de Papilio américains, et est parfois nommée Heraclides isidorus.

### Sous-espèces[3]
- P. i. isidorus Bolivie, Pérou
- P. i. rhodostictus Butler & Druce, 1874 Costa Rica, Panama…
- P. i. flavescens Oberthür, 1879 Colombie, Équateur
- P. i. brises Rothschild & Jordan, 1906 Colombie
- P. i. nymphius Rothschild & Jordan, 1906 Colombie
- P. i. pacificus Rothschild & Jordan, 1906 Colombie, Ouest de l'Équateur
- P. i. autana Racheli & Racheli, 1995 Venezuela
- P. i. tingo Racheli & Racheli, 1995

## Papilio isidorus et l'Homme

### Nom vernaculaire
L'espèce est appelée "Spike-tailed Swallowtail" en anglais.

### Menaces et conservation
Papilio isidorus n'est pas évaluée par l'UICN. En 1985 l'espèce était considérée comme généralement commune et non menacée, mais très rare dans la limite nord de son aire de répartition, au Costa Rica.

### Publication originale
(en) Edward Doubleday, « Descriptions of new or imperfectly described diurnal Lepidoptera », Annals and magazine of natural history : including zoology, botany and geology,‎ 1846, p. 375 (lire en ligne)